# قصر الأبطال
قصر الأبطال (بالإنجليزية: Ksar El Abtal) هي إحدى المدن والبلديات الجزائرية تابعة إداريا وإقليميا إلى دائرة عين ولمان الكائنة في ولاية سطيف الجزائرية، تقع جنوب غرب ولاية سطيف ، وهي بلدية سكاتها يمارسون الفلاحة والتجارة، والصناعة والحرف التقليدية.

## حقائق سريعة
- قصر الأبطال بلدية جزائرية تابعة إقليمياً وإدارياً إلى دائرة عين ولمان التابعة إلى ولاية سطيف الجزائرية.
- تقع بلدية قصر الأبطال شرق الجزائر جنوب غرب مدينة سطيف الجزائرية في الجهة الشرقية من إقليم الهضاب العليا، وفي الإقليم الشمال الشرقي الجزائري.
- تقع بلدية قصر الأبطال على دائرة عرض: 35.976102 وخط طول: 5.0789792 وعلى ارتفاع 900 متر فوق سطح البحر.
- يمر بـ بلدية قصر الأبطال الطريق الوطني رقم 28 (N28)، والطريق الولائي رقم 64 (W64) ، والطريق الولائي رقم 140 أ  (W140A).
- يوجد بـ بلدية قصر الأبطال شبكة من الطرق البلدية والتي تربط جميع الأماكن الحضرية، والتجمعات السكانية بـ البلدية ببعضها البعض.
- يبعد مركز ولاية سطيف مدينة سطيف عن بلدية قصر الأبطال بـ 36 كلم، والذي يقع على الشمال الشرقي منها.

## لمحة عن المنطقة
قصر الأبطال المعروفة بـ قصر الطير ثم الزمالة هي مدينة و بلدية جزائرية ، تقع جنوب غرب ولاية سطيف يحدها شمالا بلدية قلال وتكستار، وغربا بلدية تكستار، ورأس الوادي، وجنوبا بلدية أولاد سي أحمد، وعين ولمان ورأس الوادي، وشرقا بلدبة عبن ولمان، وقلال، تابعة إقليميا وإداريا إلى دائرة عين ولمان التابعة إلى عاصمة الهضاب العليا ولاية سطيف الجزائرية، وهي ثاني أكبر بلديات دائرة عين ولمان الأربع من حيث عدد وكثافة السكان، وفق هذا الترتيب: 1 عين ولمان. 2 قصر الأبطال. 3 ڨلال. 4 أولاد سي أحمد.

## النسمية
- سميت المنطقة بـقصر الطير منذ أكثر من ثلاثة قرون، نسبة إلى ذلك البيت الكبير الذي كانت تأوي إليه الطيور الجارحة، يبلغ علوه سبعة أمتار.
- ثم سميت قصر الأبطال نسبة إلى مجاهدي مقاومة الثورة التحريرية الجزائرية.

## عن البلدية
أولاد سي أحمد هي من أهم بلديات ولاية سطيف الجزائرية، نظرا للنشاط الفلاحي والتجاري والصناعي بها، كما أنها تقع في موقع إستراتيجي جد مهم بالمنطقة...

## التاريخ
إن منطقة قصر الأبطال والتي عرفت فيما قبل بـ قصر الطير ثم الزمالة تضرب يجذرها في التاريخ، حيث أنها أسست منذ قرون، واستوطنها واستقر بها الفينيق، ثم المسلمون العرب بعد الفتح الإسلامي، وبعد دخول الإسلام إلى المنطقة، كانت هذه المتطقة مركزا من مراكز نشر التعاليم والثقافة الإسلامية، وعند وصول الغزو الإستعماري سنة 1871 م إلى المنطقة، قام المستعمر الغاشم بسلم ممتلكات وأراضي سكان المنطقة وتوزيعها على المعمرين.... قاومه سكانها المسنعمر الغاشم بقيادة ” لعروسي البوعبدلي ”.
أول من سير هذه البلدية سنة 1985 م المجداهدين العربي رحال والمجاهد عمار عريبي ، ويذكر كتاب أعلام الجزائر أن الشيخ محمد البشير الإبراهيمي ولد في هذه البلدة في عام 1306 هجرية.

## قلال اليوم
قصر الأبطال اليوم اسم لبلدية تابعة إقليمياً وإداريا ً إلى دائرة عين ولمان الكائنة بـولاية سطيف ، الجزائرية ، وهذه البلدية، تضم الكثبر من البلدات، والدواوير، والمشاتي...

## التركيبة السكانية
ككل المناطق والبلديات الجزائرية يحتل الشباب النسبة الأكبر من عدد سكان بلدية قصر الأبطال.

## التركيبة العرقية
غالبية سكان بلدية قصر الأبطال من العرب، كما توجد بها أقلية من الأمازيغ الشاوية.

## اللغة
يتكلم سكان بلدية قصر الأبطال اللهجة العربية الجزائرية الشرقية، كما يجيدون اللغة العربية الفصحى.

## الدين
سكان بلدية قصر الأبطال هم من المسلمين. المالكية في الفقه.

## الديموغرافيا
غالبية سكان بلدية قصر الأبطال سنة

## القانون
يطبق في بلدية قصر الأبطال قوانين ولاية سطيف، وقوانين الجمهورية الجزائرية الديمقراطية الشعبية.

## الاقتصاد
تتميز بلدية قصر الأبطال بتنوع الأنشطة الاقتصادية فيها، كالفلاحية منها وبجميع أنواعها من الزراعة، وتربية المواشي، والدواجن، كما تعرف المنطقة نشاطاً مميزا في مجال الصناعات التقليدية.

### الفلاحة
تعرف بلدية قصر الأبطال نشاطات فلاحية متنوعة، كالزراعة وتربية الماشية، والدواجن، وتربية النحل..

#### الزراعة
تتميز بلدية قصر الأبطال بكثافة وتنوع النشاط الزراعي بها..

#### تربية المواشي
تعرف بلدية قصر الأبطال بتربية المواشي، بمختلف أنواعها، من أبقار، وماعزٍ، وضأن.

#### تربية الدواجن
تعرف بلدية قصر الأبطال ، بكثرة مؤسسات تربية، الدواجن وبجميع أنواعها.

#### تربية النحل وإنتاج العسل
تعرف بلدية قصر الأبطال نشاطاً متميزاً في مجال تربية النحل وإنتاج العسل الحر الطبيعي، وتعرف بجودة ووفرة هذا المنتوج...

### الصناعة التقلليدية والحرف
تتميز بلدية قصر الأبطال بكثرة النشاط في مجال الصناعية التقليدية..

### التجارة
تعرف بلدية قصر الأبطال مؤخرا نشاطات تجارية مختلفة...

## أهم المرافق
- المسجد العتيق وهو أقدم مسجد بالبلدية
- يوجد بها ملعب ببلدي يسمى ملعب الشهيد صماري لخضر
- يوجد بها مصنع لاستخراج ومعالجة الملح باليود بدوار السبخة.
- يوجد بها ثانوية اسمها ثانوية بالي الشلالي، و 4 متوسطات، 2 منهم في المركز، وواحدة في الخربة، وواحدة في اولاد محلة

## التجمعات السكانية
يوجد بها العديد من المداشر، والقرى الصغير، أكبرهم دوار الخربة، وقبلة ازديم، وأولاد محلة و اكبرهم دوار لعياضات

## معلومات مهمة
- الاسم: قصر الأبطال
- الأسماء السابقة: قصر الطير / ثم: الزمالة
- البلد: الجزائر
- الولاية: ولاية سطيف
- مركز البلدية: قصر الأبطال
- الرمز البريدي: 19054
- سكان: أكثر من 30 ألف نسمة
- دائرة العرض: 35.9615753
- خط الطول: 5.2221509

## جغرافيا
توجد بلدية قصر الأبطال شمال شرق البلاد (الجزائر)، ضمن الإقليم الشمالي الشرقي الجزائري، وفي إقليم الهضاب العليا، في الجهة الشرقية من الإقليم، وبالضبط في عاصمة الهضاب العليا (ولاية سطيف)، في الجهة الجنوبية الغربية من الولاية، على دائرة عرض: 35.9862223 وخط طول: 5.2134413 وعلى ارتفاع 900 متر فوق سطح البحر.

### الموقع
* الموقع الجغرافي: قصر الأبطال Ksar El Abtal
- الإحداثيات: 35°59′10″N 5°12′56″E / 35.98611°N 5.21556°E

35° 59′ 10″ شمالاً، 5° 12′ 56″ شرقاً
- دائرة عرض: 35.9862223
- خط طول: 5.2134413

### الطبوغرافيا
تقع بلدية قصر الأبطال شمال شرق الجزائر، جنوب غرب ولاية سطيف، على دائرة عرض: 35.9862223 وخط طول: 5.2134413، وعلى ارتفاع 900 متر فوق سطح البحر، في الموقع الفلكي: 10° 59′ 47″ شمالاً، 5° 12′ 56″ شرقاً، بـ إقليم الهضاب العليا، في الجهة الشرقية منه، وضمن الإقليم الشمال الشرقي الجزائري، تكثر بها التجمعات السكانية، والأماكن الحيوية، وتتمركز في كل أماكن قطر المنطقة، وسطاً، وشمالاً وجنوباً، وشرقاً، وغرباً...

## المناخ
- مناخ قصر الأبطال متوسطي (أقاليم مناخية: Csa)

* الطقس: قصر الأبطال Ksar El Abtal
تتميز بلدية قصر الأبطال بشتاء بارد وممطر، كما تعرف المنطقة هطول ثلوج كثيفة لأيام عديدة من فصل الشتاء، وبداية فصل الربيع «كالعديد من المناطق الداخلية الجزائرية»، أما فصل الصيف فهو حار نسبيا وجاف.
| البيانات المناخية لـبلدية قصر الأبطال                                                                      | البيانات المناخية لـبلدية قصر الأبطال | البيانات المناخية لـبلدية قصر الأبطال | البيانات المناخية لـبلدية قصر الأبطال | البيانات المناخية لـبلدية قصر الأبطال | البيانات المناخية لـبلدية قصر الأبطال | البيانات المناخية لـبلدية قصر الأبطال | البيانات المناخية لـبلدية قصر الأبطال | البيانات المناخية لـبلدية قصر الأبطال | البيانات المناخية لـبلدية قصر الأبطال | البيانات المناخية لـبلدية قصر الأبطال | البيانات المناخية لـبلدية قصر الأبطال | البيانات المناخية لـبلدية قصر الأبطال | البيانات المناخية لـبلدية قصر الأبطال |
| الشهر | يناير                                 | فبراير                                | مارس                                  | أبريل                                 | مايو                                  | يونيو                                 | يوليو                                 | أغسطس                                 | سبتمبر                                | أكتوبر                                | نوفمبر                                | ديسمبر                                | المعدل السنوي                         |
| --- | ------------------------------------- | ------------------------------------- | ------------------------------------- | ------------------------------------- | ------------------------------------- | ------------------------------------- | ------------------------------------- | ------------------------------------- | ------------------------------------- | ------------------------------------- | ------------------------------------- | ------------------------------------- | ------------------------------------- |
| الدرجة القصوى °م (°ف)                                                                                      | 20.3 (68.5)                           | 23.0 (73.4)                           | 29.1 (84.4)                           | 30.3 (86.5)                           | 36.0 (96.8)                           | 38.6 (101.5)                          | 39.5 (103.1)                          | 40.0 (104.0)                          | 37.2 (99.0)                           | 34.0 (93.2)                           | 25.0 (77.0)                           | 23.7 (74.7)                           | 40.0 (104.0)                          |
| متوسط درجة الحرارة الكبرى °م (°ف)                                                                          | 9.5 (49.1)                            | 10.0 (50.0)                           | 12.9 (55.2)                           | 14.2 (57.6)                           | 19.1 (66.4)                           | 20.6 (69.1)                           | 29.0 (84.2)                           | 30.7 (87.3)                           | 24.1 (75.4)                           | 17.2 (63.0)                           | 12.6 (54.7)                           | 8.3 (46.9)                            | 17.3 (63.2)                           |
| المتوسط اليومي °م (°ف)                                                                                     | 7.1 (44.8)                            | 8.1 (46.6)                            | 9.6 (49.3)                            | 10.4 (50.7)                           | 14.6 (58.3)                           | 19.5 (67.1)                           | 22.2 (72.0)                           | 21.2 (70.2)                           | 18.4 (65.1)                           | 14.4 (57.9)                           | 10.4 (50.7)                           | 8.9 (48.0)                            | 13.7 (56.7)                           |
| متوسط درجة الحرارة الصغرى °م (°ف)                                                                          | 3.6 (38.5)                            | 2.1 (35.8)                            | 2.2 (36.0)                            | 3.5 (38.3)                            | 8.0 (46.4)                            | 9.3 (48.7)                            | 14.3 (57.7)                           | 17.6 (63.7)                           | 12.7 (54.9)                           | 9.5 (49.1)                            | 6.1 (43.0)                            | 3.4 (38.1)                            | 7.7 (45.8)                            |
| أدنى درجة حرارة °م (°ف)                                                                                    | −6.0 (21.2)                           | −7.6 (18.3)                           | −4.0 (24.8)                           | −2.2 (28.0)                           | 1.0 (33.8)                            | 4.0 (39.2)                            | 6.7 (44.1)                            | 9.0 (48.2)                            | 7.0 (44.6)                            | 2.0 (35.6)                            | −4.0 (24.8)                           | −5.0 (23.0)                           | −7.6 (18.3)                           |
| الهطول مم (إنش)                                                                                            | 60.6 (2.39)                           | 54.3 (2.14)                           | 56.8 (2.24)                           | 48.2 (1.90)                           | 37.5 (1.48)                           | 18.9 (0.74)                           | 8.9 (0.35)                            | 12.2 (0.48)                           | 26.4 (1.04)                           | 28.4 (1.12)                           | 33.5 (1.32)                           | 61.1 (2.41)                           | 446.8 (17.61)                         |
| متوسط الأيام الممطرة (≥ 1 mm)                                                                              | 9                                     | 7                                     | 6                                     | 7                                     | 10                                    | 5                                     | 8                                     | 9                                     | 16                                    | 14                                    | 18                                    | 22                                    | 131                                   |
| متوسط الأيام المثلجة (≥ 1 cm)                                                                              | 22                                    | 18                                    | 19                                    | 16                                    | 0                                     | 0                                     | 0                                     | 0                                     | 1                                     | 4                                     | 8                                     | 10                                    | 98                                    |
| متوسط الرطوبة النسبية (%)                                                                                  | 69.9                                  | 57.3                                  | 63.1                                  | 62.6                                  | 58.0                                  | 45.8                                  | 38.8                                  | 42.9                                  | 55.9                                  | 59.3                                  | 65.8                                  | 69.7                                  | 57.4                                  |
| المصدر #1: الإدارة الوطنية للمحيطات والغلاف الجوي (فترة : 1961–1990)                                       |                                       |                                       |                                       |                                       |                                       |                                       |                                       |                                       |                                       |                                       |                                       |                                       |                                       |
| المصدر #2: climatebase.ru (الدرجات القصوى، الرطوبة) المصدر الثالث : Climate Zone (الأيام الممطرة والمثلجة) |                                       |                                       |                                       |                                       |                                       |                                       |                                       |                                       |                                       |                                       |                                       |                                       |                                       |

## مواضيع ذات صلة

### وصلات داخلية
- الجزائر
- ولاية سطيف
- دائرة عين ولمان